# Fort Macleod
Fort Macleod är en ort i Kanada.   Den ligger i provinsen Alberta, i den södra delen av landet, 2 800 km väster om huvudstaden Ottawa. Fort Macleod ligger 952 meter över havet och antalet invånare är 3 060.
Terrängen runt Fort Macleod är platt. Trakten runt Fort Macleod är nära nog obefolkad, med mindre än två invånare per kvadratkilometer.. Fort Macleod är det största samhället i trakten.
Trakten runt Fort Macleod består till största delen av jordbruksmark.